# 夏目あおい
夏目あおい（なつめ あおい、1996年11月10日 - ）は、日本の女優、モデル、アイドルであり、女性アイドルグループGo!Go!ぱわふる学園のメンバー。アデッソ所属。

## 出演

### 映画
- 23-enigma-[2]
- 東京シャッターガール - 夢路歩役
- スィートフェアリー - ハニー／みつき役[2]
- 星くず兄弟の新たな伝説

### テレビ
- NHK Rの法則（2011年12月21日 - 、第二期R'sメンバー）
- ひとつ星の恋~天才漫才師 (2014年11月23日 NHK BSプレミアム) - 横山やすしの後妻啓子(横山光の母、離婚後の再会時は木村多江)がやすしと出会った高校1年時代

### CM
- 大正製薬 ヴィックスドロップ（2012年、バス停 篇）

### VP
- SONY ウォークマン Fシリーズ（2012年）

### ショー
- 瀧本株式会社[2]

### 広告
- 鈴乃屋[2]
- LUNCENT[2]

### 雑誌
- BOMB（2012年1月発売、学研パブリッシング）[2]

### 写真集
- 夏目あおいのなつやすみ（2011年）

### その他
- 東巨女子 TOKYO GIGANTIC GIRLS（2015年6月、東巨女子「JK」篇）- 松宏彰によるWEBアートプロジェクト